# Anton Schmid (Politiker, 1819)
Anton Schmid (* 11. August 1819 in Viechtach; † 28. Februar 1893 ebenda) war ein deutscher Politiker und bayerischer Abgeordneter.
Anton Schmid war Bürgermeister. In der 11. Wahlperiode, 21. und 22. Landtag von 1863 bis 1869, war er Mitglied der bayerischen Kammer der Abgeordneten für den Wahlbezirk Viechtach.